# Christian Ghazi
Christian Ghazi est un réalisateur libanais, né en 1934, mort à Beyrouth en décembre 2013.

## Biographie
Christian Ghazi a réalisé de nombreux documentaires, dont Les Fedayins, en 1967, « sur la lutte palestinienne avant la fondation du Front démocratique pour la libération de la Palestine (à laquelle il dit avoir participé avec Nayef Hawatmeh), Mort au Liban (1976, en partie monté en Irak, sous la supervision de Saddam Hussein) et une quarantaine d'autres titres ».
À l'exception de Cent visages pour un seul jour, réalisé en 1971 en Syrie a Nahr ELbARED et filme dans les camps d´entraînement du Front Démocratique de la Palestine, sorti en France en 2013, les copies de la plupart de ses films tournés entre 1964 et 1988 ont été brûlées en 1988 par des miliciens (pour se réchauffer !).

## Filmographie
- 1967 : Les Fedayins
- 1971 : Cent visages pour un seul jour
- 1971: Resitans Why en coproduction avec Noureddine Chatti.
- 2001 : Le Cercueil de la mémoire